# Берёзовка (Свердловский район)
Берёзовка — деревня в Свердловском районе Орловской области. Входит в состав Красноармейского сельского поселения. Население — 21 чел. (2010).

## География
Находится вблизи р. Неручь и административной границы с Глазуновским и Покровский районами.
Уличная сеть представлена одним объектом: ул. Ягодная.
Географическое положение
Расстояние до
районного центра посёлка городского типа Змиёвка: 12 км.
областного центра города Орла: 51 км.
Ближайшие населённые пункты
Куракинский 1 км, Богородицкое 1 км, Сандровка 2 км, Поздеево 2 км, Хорошевский 3 км, Борисовка 4 км, Степановка 4 км, Никитовка 4 км, Миловка 4 км, Голятиха 4 км, Егорьевка 5 км, Борисоглебское 6 км, Шамшино 6 км, Экономичено 6 км, Сорочьи Кусты 7 км, Емельяновка 7 км, Ясная Поляна 8 км, Панская 8 км, Верхняя Сергеевка 8 км, Лисий 8 км, Ягодное 8 км.

## Население
| 2010 |
| ---- |
| 21   |

## Транспорт
Поселковые (сельские) дороги.